# Helios-44

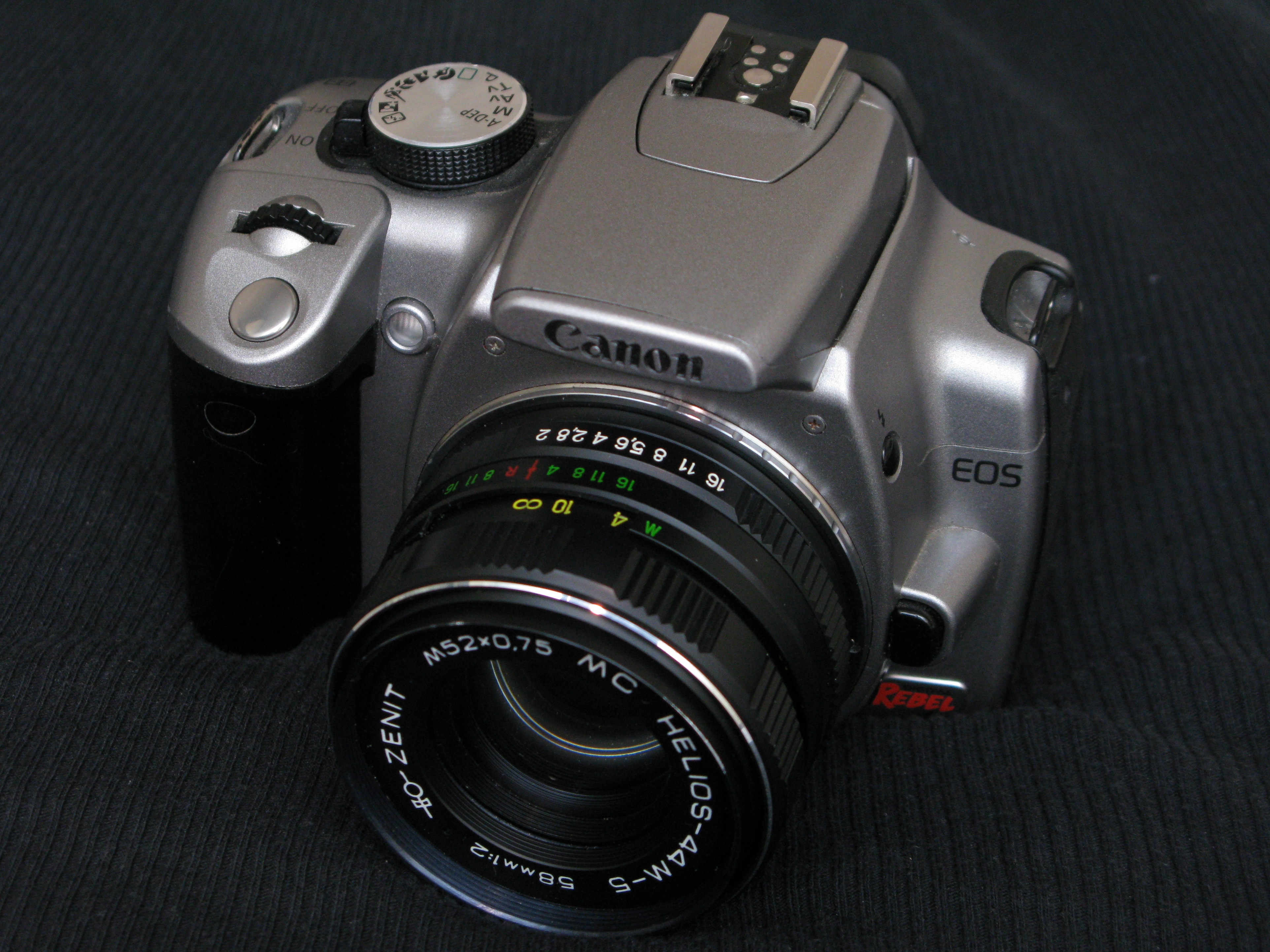
MC Helios-44M-5, produït en la planta de Valdai, muntat en una càmera rèflex digital Canon EOS Rebel XT mitjançant un adaptador de muntura a rosca M42 a Canon EOS EF

Helios-44 (en rus: Ге́лиос сорок четыре, pronunciat aproximadament Giélios soroc chitirie) és un objectiu soviètic del fabricant de càmeres i òptiques fotogràfiques Zenit és un objectiu normal, l'esquema òptic del qual va ser dissenyat pel GOI, l'Institut Òptic Estatal de l'URSS en 1951, que es va basar en l'objectiu de l'any 1927 produït per l'empresa alemanya Carl Zeiss Jena anomenat «Biotar 2/58". Algunes versions dels Helios-44 també es van vendre amb altres noms, per exemple "Auto Cosmogon".
Algunes de les especificacions que comparteixen tots els Helios-44 són: longitud focal 58mm, obertura màxima 1:2,0, construcció de 6 elements en 4 grups, camp de visió 40° i grandària del negatiu 24 × 36mm.
L'Helios-44 es va fabricar en les plantes KMZ de Krasnogorsk, Moscou, Rússia, BelOMO (anomenada també MMZ) en Minsk i en Vileyka, ambdues en Belarús i en la planta Júpiter de Valdai, Rússia entre 1958 i 1997 o 2001, encara que no s'ha trobat una referència precisa respecte d'aquestes dates. Cada planta de fabricació imprimia un logo distintiu en el front de l'objectiu. Una dada curiosa és que el logo de la planta de Krasnogorsk va acabar sent adoptat també per a la bandera i escut de la localitat. És una de les lents de càmeres més populars al món atès que va equipar com a objectiu normal a generacions de càmeres Zenit, el nombre total de les quals s'estima en més de 16 milions d'unitats i pràcticament imbatible donada la seva relació preu baix i alta qualitat.
Els Helios-44 es van fabricar amb diverses modificacions periòdiques respecte del model bàsic: Diversos tipus de muntura, M39, M42 i Pentax K. Diafragma de 2, 6, 8 o 13 fulles, fetes d'aliatge d'alumini sense pintar. Control del diafragma manual, preset o automàtic. Diferents tipus de recobriment d'una o de diverses capes (multicapa). Diversos dissenys de carcassa. Diversos colors de pintura i sense pintar. Fins i tot dins d'un mateix model d'objectiu poden trobar-se petites variacions de disseny. Les primeres dues xifres del nombre de sèrie solen indicar l'any de fabricació, encara que no és així si comença amb zero.
L'objectiu Biotar 58mm, fou dissenyat i produït a Alemanya, però després de la Segona Guerra Mundial part de la planta de producció va ser transferida a la Unió Soviètica com a compensació de guerra, i el Biotar 58mmfou redissenyat donant origen a l'Helios-44 i novament redissenyat en diverses oportunitats i produït en massa la Unió Soviètica durant 50 anys i exportat a moltíssims països.

## Helios BTK

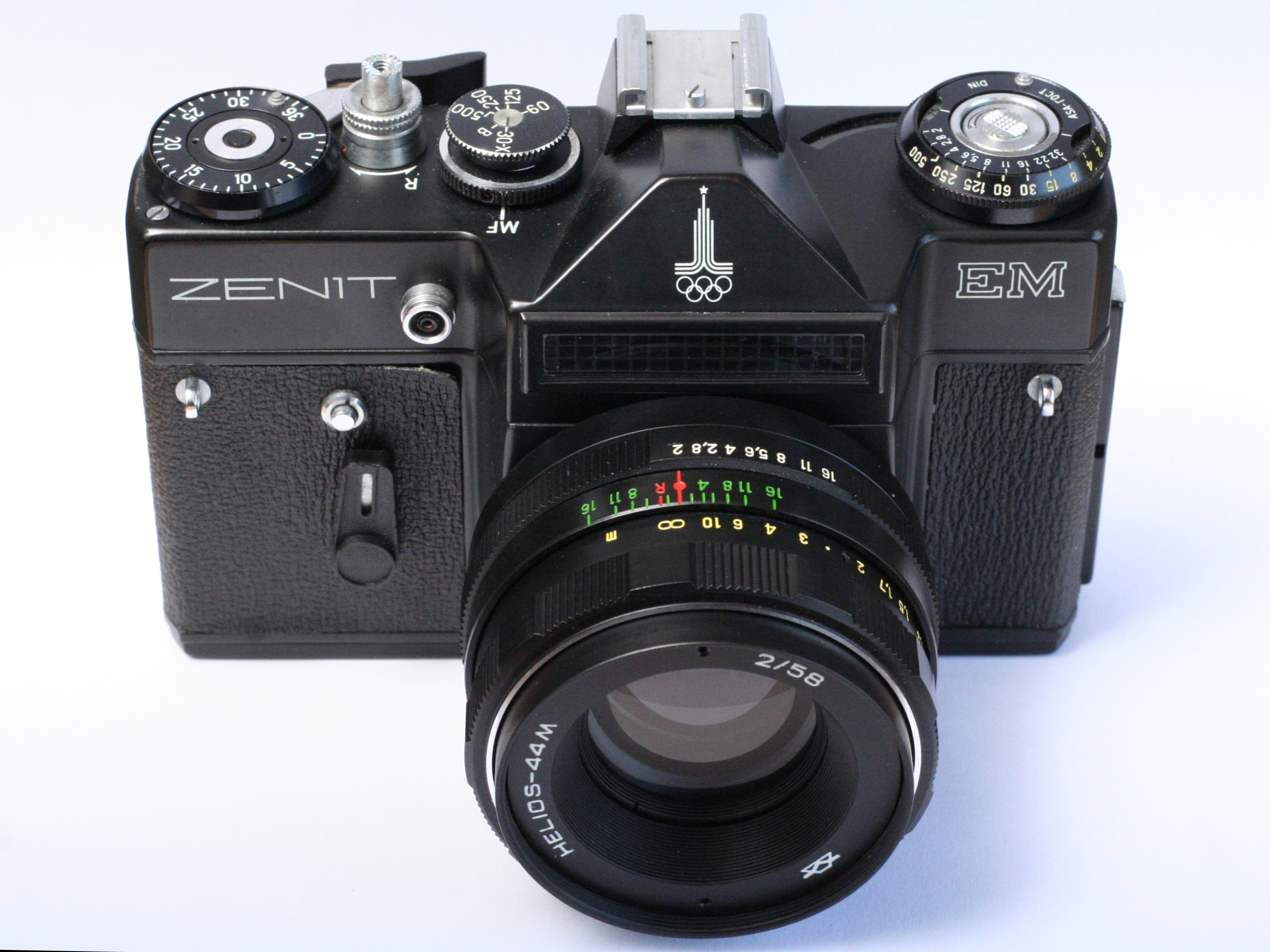
Zenit EM i Helios-44M 2/58 de 1978 Edició Commemorativa Jocs Olímpics de Moscou 1980

Esquema òptic de l'objectiu Zeiss Biotar 58mm f2

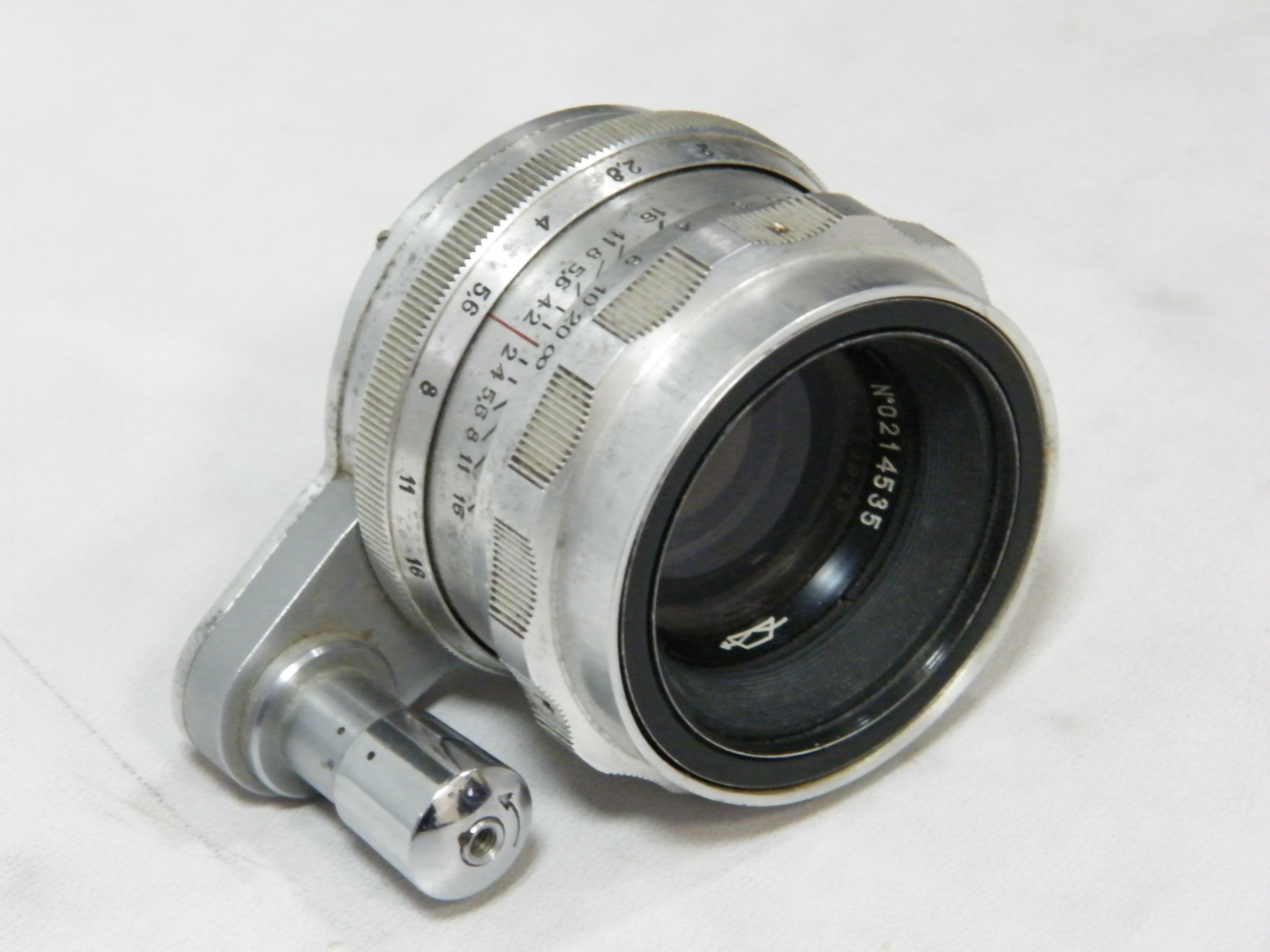
Helios-44 per a la càmera Start, es poden veure el número de sèrie i el logo de la planta KMZ de Krasnogorsk

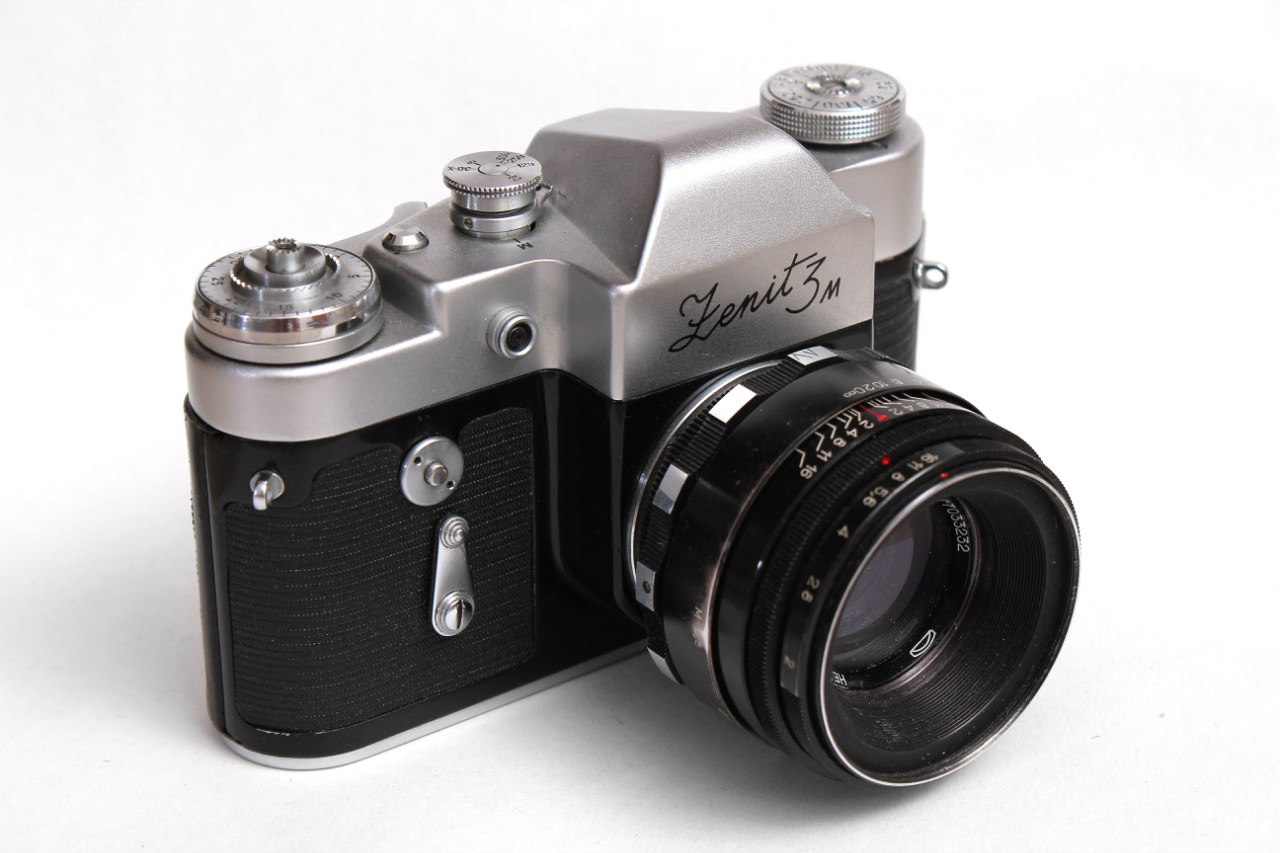
Helios-44 (rosca M39) muntat en una càmera Zenit 3M, noti's el disseny anomenat "zebra" en el cèrcol de focus

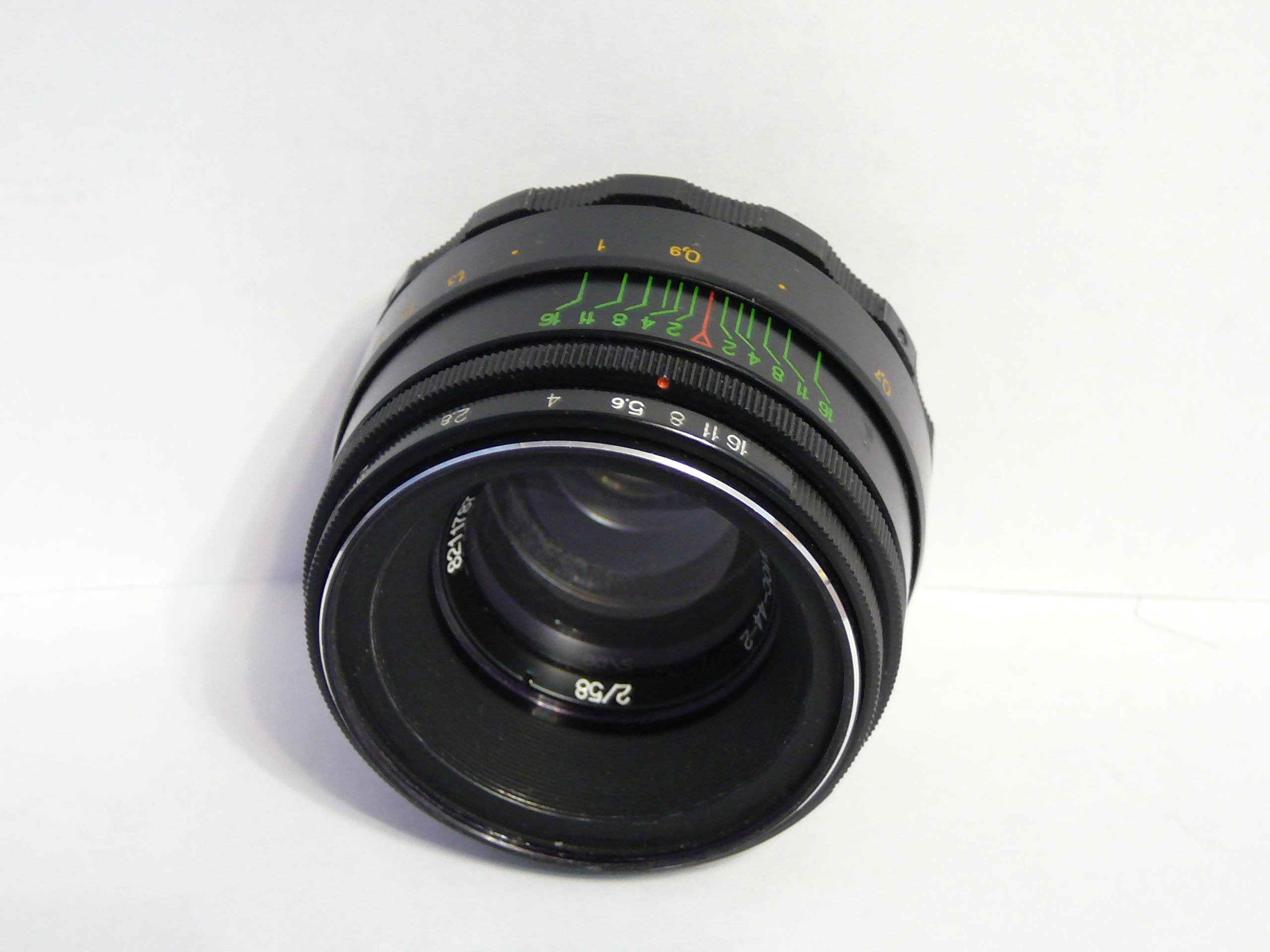
Helios-44-2 en la seva versió amb pintura multicolor

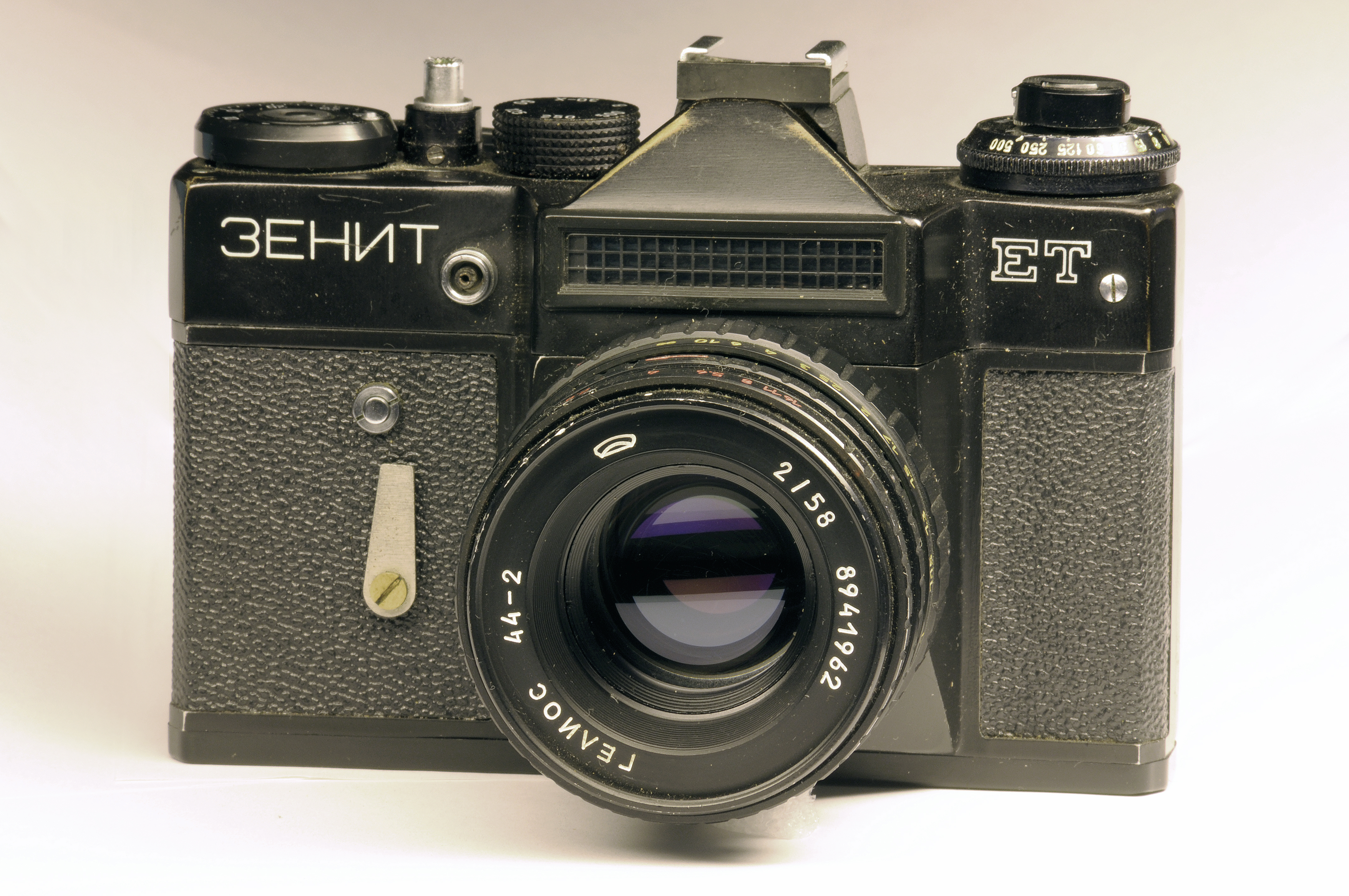
Helios-44-2 amb carcassa del MC Helios-44-3 de la planta MMZ de Minsk

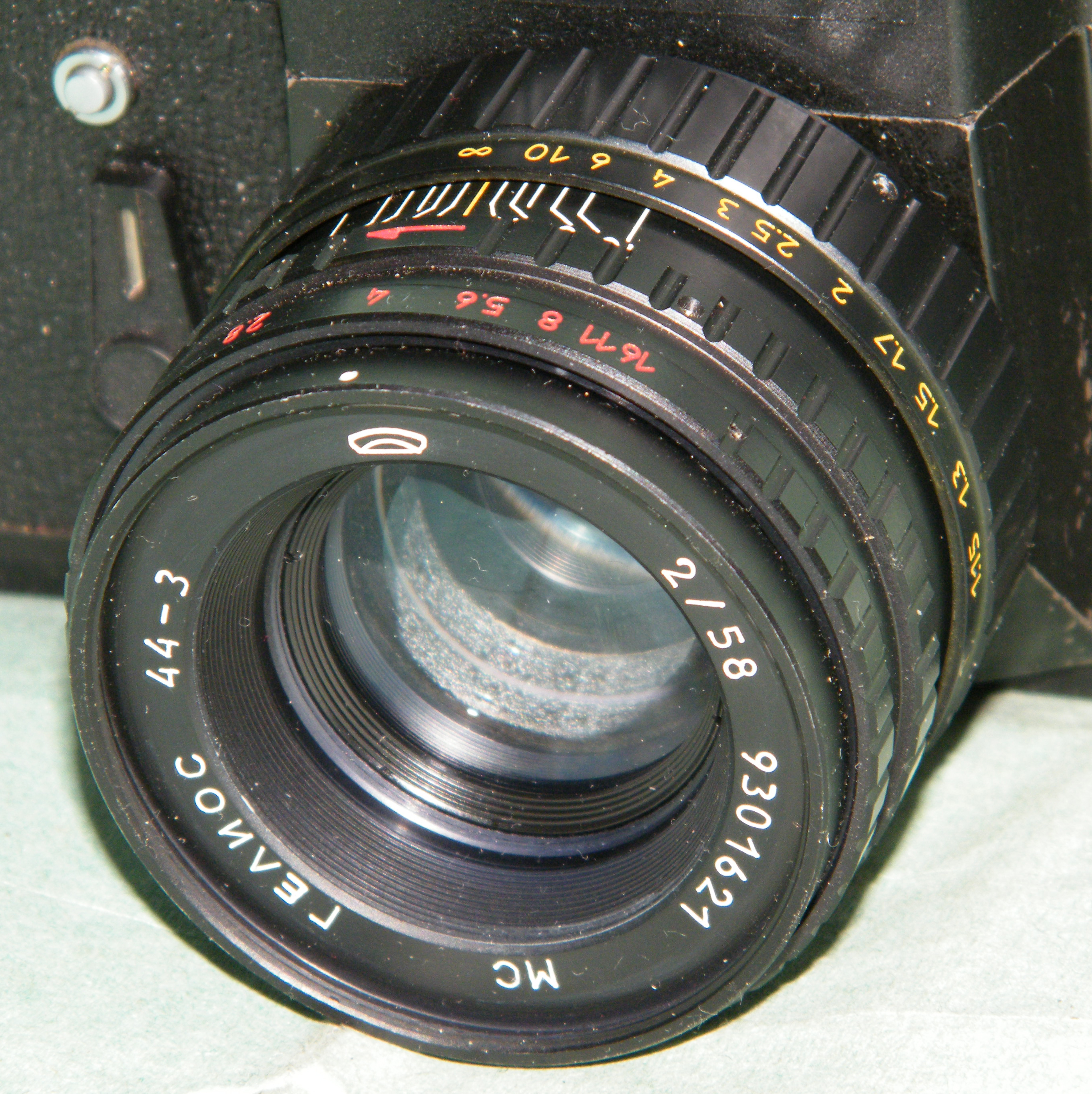
MC Helios-44-3, entre les expressions "44-3" i "2/58" es pot veure el logo de la planta MMZ de Minsk

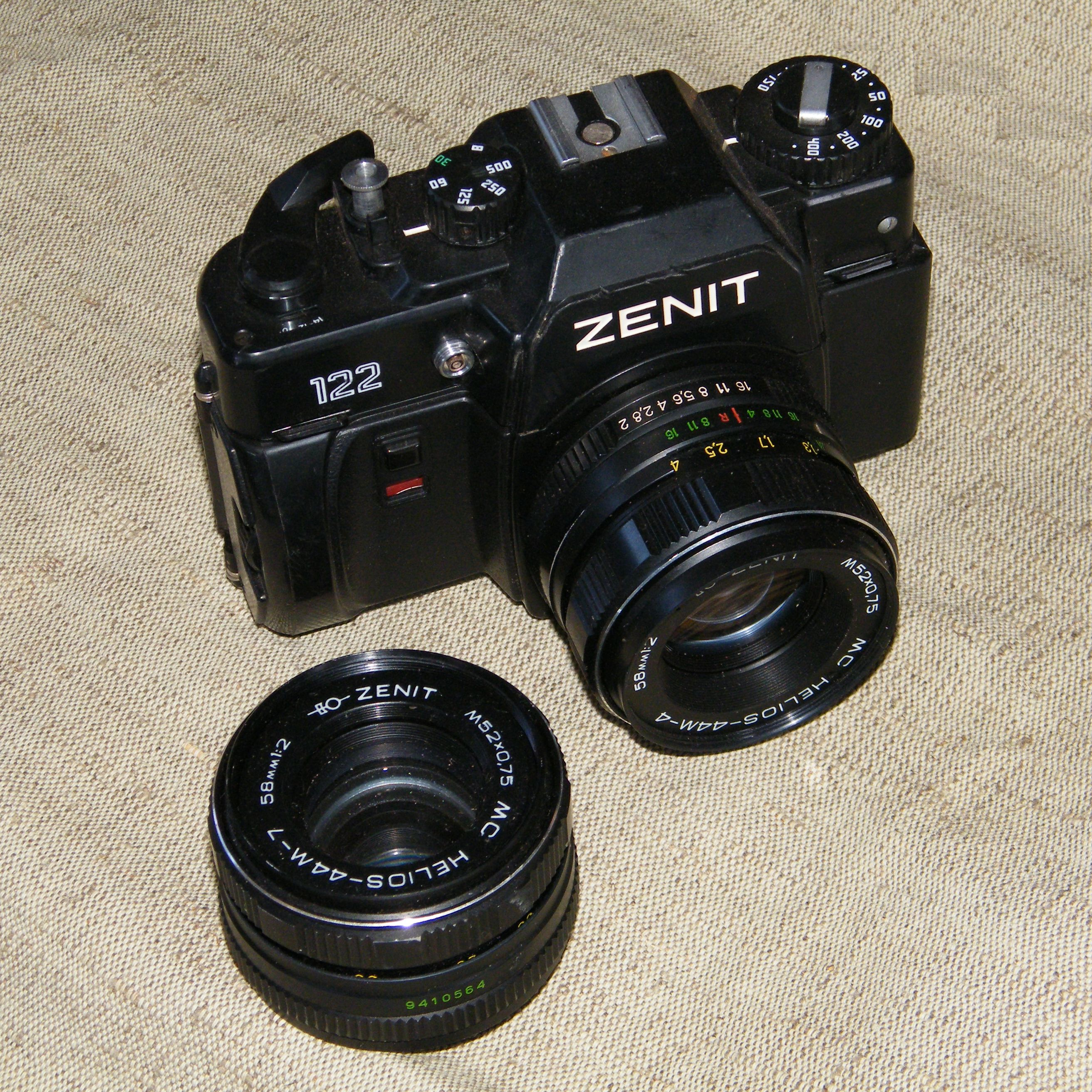
MC Helios-44M-7 i MC Helios-44M-4 muntat en una càmera Zenit 122

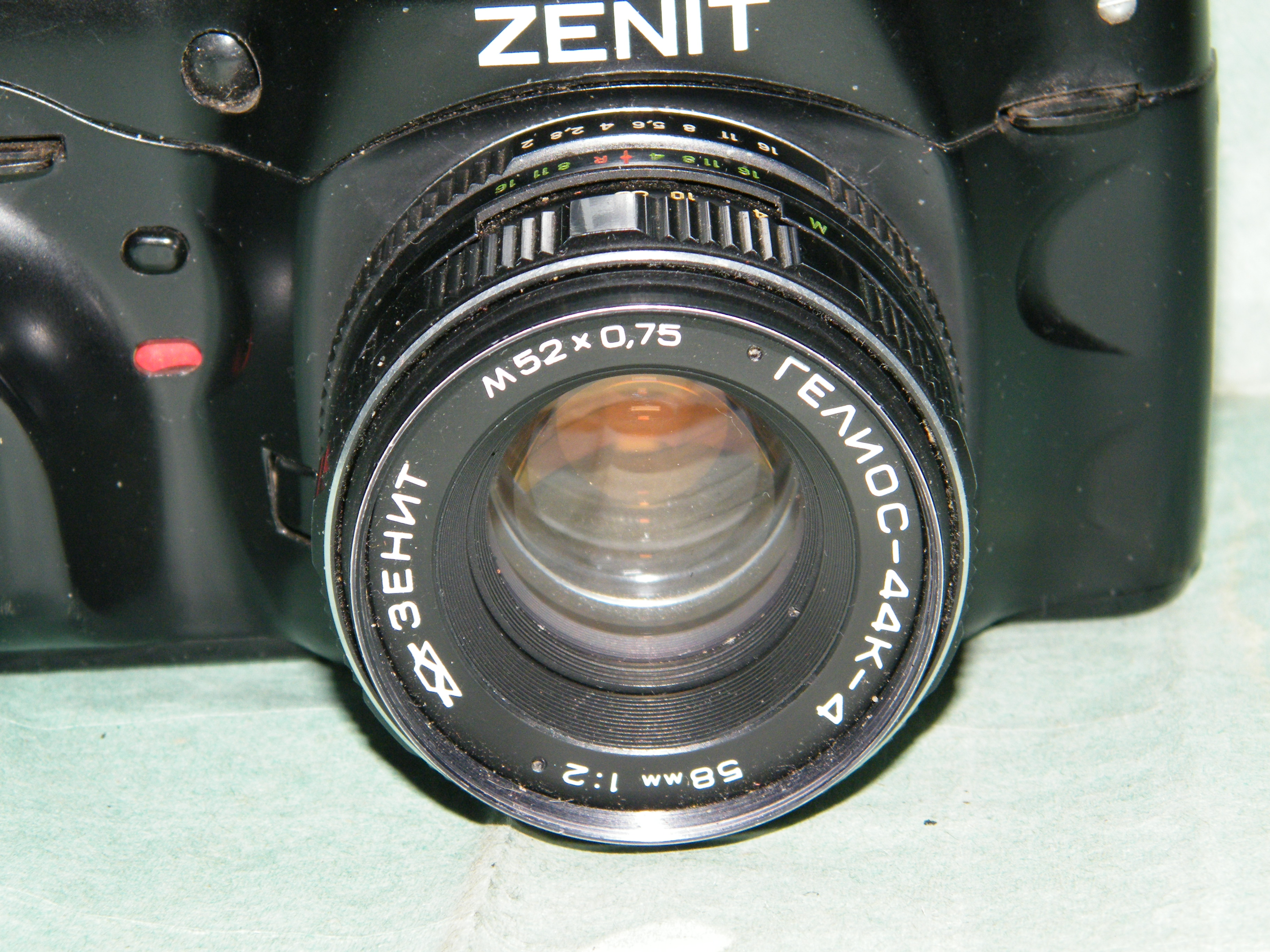
MC Helios-44K-4 muntat en una càmera Zenit 212K. Noti's el logo de la planta KMZ de Krasnogorsk

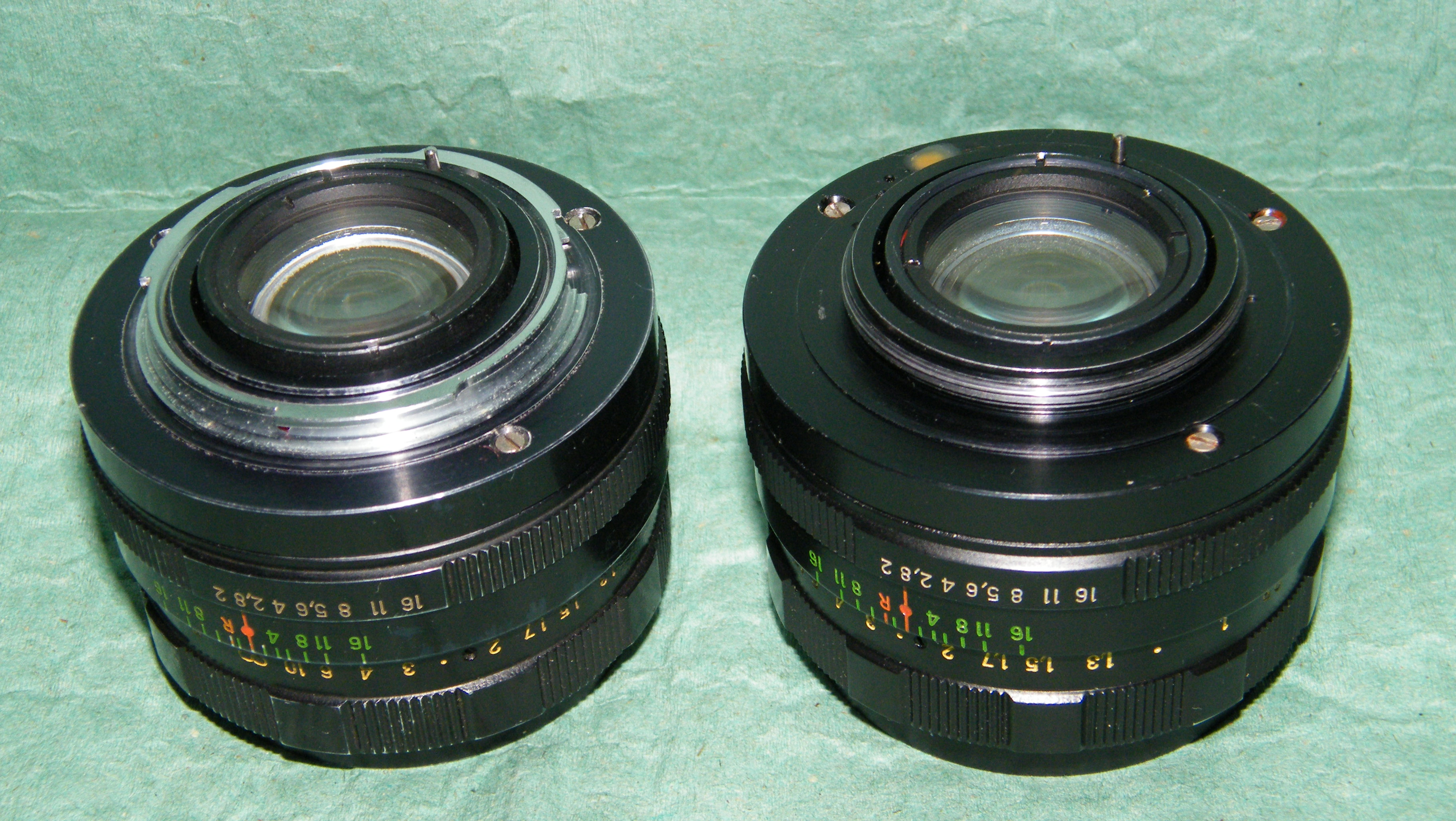
La muntura M42 en dos Helios-44M, el de l'esquerra amb un adaptador per a muntura Pentax K

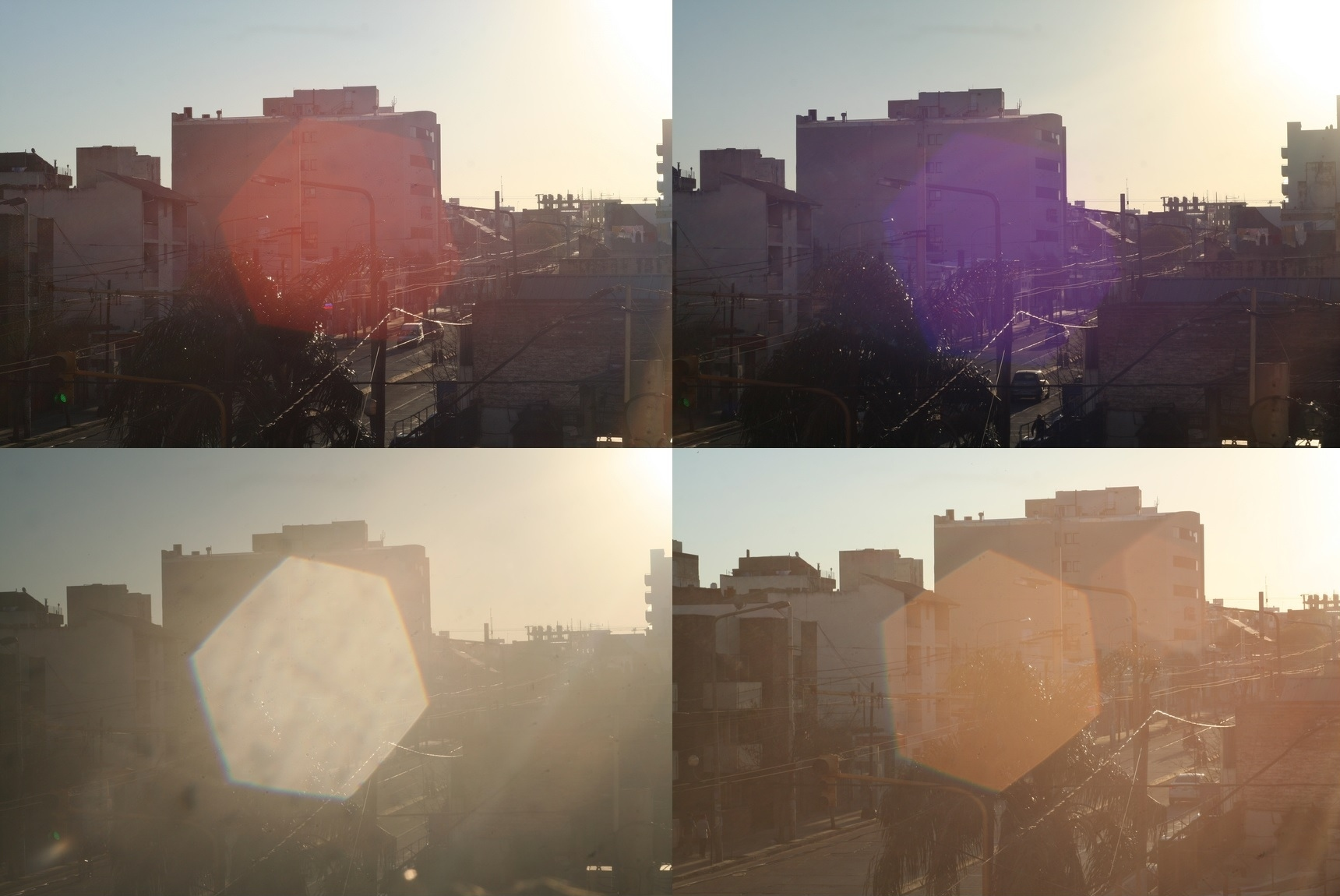
Els multirecobriments diferents molt freqüents dels Helios-44 produeixen diferents graus de flare i fantasmes de molt diferents colors.

Va haver-hi una versió primerenca i tal vegada prototípica de l'Helios-44 anomenada BTK (Biotar Krasnogorski).

## Helios-44 per a la càmera Start
L'objectiu Helios-44 es va fabricar amb una muntura pròpia per a càmera Start en la planta KMZ des de 1958 i no pot ser utilitzat en altres càmeres.
Una sola capa de recobriment.
Rosca per a filtres M49,5mm x 0,75mm.
Mecanisme específic de diafragma.
Distància mínima d'enfocament de 0,7m.
Pes 230g.
Muntura a baioneta pròpia de la càmera.

## Helios-44
L'objectiu Helios-44 es va fabricar en la plantes KMZ i MMZ amb la muntura a rosca M39 i rares vegades amb la rosca M42.
Una sola capa de recobriment.
Diafragma de 8 o 13 fulles.
Distància mínima d'enfocament de 0,5m.
Resolució (centre/bord) 35/14 línies/mm.
Pes 230g.

## Helios-44-2
Una de les varietats més fabricades de l'objectiu Helios-44. Va ser el reemplaçament dels objectius Industar usats com a objectius normals. Llançat per a la càmera Zenit I i objectiu estàndard per les Zenit ET i Zenit 10. La lent es va fabricar des de 1971 en grans quantitats en les plantes KMZ, MMZ i Júpiter. Té molt bones propietats òptiques i mecàniques i muntura a rosca M42. Existeixen almenys tres variants, una primera color alumini sense pintar, una segona pintat de negre amb disseny tipus "zebra" en el cèrcol de focus i una tercera trucada amb pintura multicolor.
Recobriment d'una sola capa.
Control de diafragma manual, preset.
Límit de diafragma 1:16.
Resolució (centre/bord) 38/20 línies/mm.
Distància mínima d'enfocament de 0,5m.
Rosca M42 × 1.
Rosca davantera per a filtre M49 × 0,75.
Dimensions Ø60 x 52mm.
Pes 230g.
En els anys 1988 i 1989 es van fabricar en la planta MMZ Helios-44-2 amb carcassa similar a la del MC Helios-44-3.

## MC Helios-44-3
El lent MC Helios-44-3 és un objectiu de disseny modificat originat en l'Helios-44-2. Tenia un cèrcol manual de control d'obertura del diafragma amb preset. Aquest objectiu va ser dissenyat i fabricat solament en la planta MMZ. comptava amb límit de diafragma 1:16, resolució (centre / bord) 38/20 línies/mm, distància mínima d'enfocament de 0,5m, rosca per a filtres M52 × 0,75 i diàmetre del para-sol 54mm, dimensions Ø60 x 52mm, pes 230g i to verd en el recobert multicapa.
En alguns casos, el lent Helios-44-3 té un problema de compatibilitat amb càmeres diferents a les Zenit, perquè la vora posterior del cèrcol d'enfocament xoca amb el cos de la càmera i l'enfocament és difícil. Requereix una adaptació del cèrcol de focus, l'hi llima 1 mm, perquè no xoc amb el cos de la càmera.

## MC Helios-44-3M
El MC Helios-44-3M és una versió macro del MC Helios-44-3 fabricat en MMZ en 1992. Recobriment multicapa. Control de diafragma manual, preset. El cost de la lent en la dècada de 1990 era de 40 Rubles.

## Helios-44-7
Objectiu dissenyat per a la càmera Zenit 7. Si bé és muntura M42 també té una sort de fixació similar al breech lock de Canon dels objectius Canon FL i alguns FD i per això es pot instal·lar solament en aquestes càmeres Zenit 7.
Una sola capa de recobriment.
La muntura és M42 × 1 modificada.

## Helios-44D
El lent Helios-44D dissenyat com a específic per a la càmera Zenit D. Els objectius amb muntura per Zenit D i també podrien ser utilitzats en la càmera Zenit 7.
Una sola capa de recobriment.
Muntura a baioneta pròpia de la càmera.

## Helios-44M1
Aquesta és una rara versió de l'Helios-44 produït en KMZ i amb sol dues fulles de diafragma. Se sol assumir que la lletra "M" en el nom fa referència a la muntura M42, encara que aquesta afirmació està en dubte.

## Helios-44M i MC Helios-44M
En aquests Helios-44 diferien unes versions d'altres pel disseny de la carcassa i per una o diverses capes de recobriment. A més, de posseir o manquen de l'interruptor de diafragma de manera automàtica i manual (A-M). El cost de la lent en la dècada de 1980 era de 30 Rubles. Comptava amb diafragma amb clics, una sola capa de recobriment o multicapa i rosca per a la fixació de filtres M52 × 0,75.

## Helios-44M-4, MC Helios-44M-4, Helios-44K-4 i MC Helios-44K-4
Aquest Helios-44 va ser produït amb muntura a rosca M42 o amb baioneta Pentax K per a la Càmera Zenit 212K i altres Zenit que li van seguir també amb muntura K. La lletra "K" en el nom fa referència a la muntura Pentax K. Les lletres "MC" en el nom fan referència al recobriment de diverses capes i els Helios-44 que manquen d'aquestes lletres tenen recobriment simple. El recobriments de multicapa va millorar la transmissió de la llum i la reproducció del color. El dissenyador de l'objectiu MC Helios-44K-4 va ser P. A. Lapins. Comptava amb resolució (centre/bord) 42/21 línies/mm, rosca per a la fixació de filtres M52 × 0,75, recobriment de múltiples capes i iafragma amb clics.

## Helios-44M-5, MC Helios-44M-5, Helios-44M-6, MC Helios-44M-6 i MC Helios-44M-7
Els lents Helios-44M-5, Helios-44M-6 i Helios-44M-7 es van produir en massa en la planta Júpiter de Valdai. Els Helios-44M-5 i Helios-44M-6 es van produir tant en versions amb recobriment simple com amb multirecobriment. Els Helios-44M-7 només es van produir amb multirecobriment. Tots manquen de l'interruptor de diafragma de manera automàtica i manual (A-M). Existeixen dues varietats de disseny diferents de carcassa pels MC Helios-44M-6 i MC Helios-44M-7. Òpticament són molt bons però mecànicament solen ser lleument inferiors als seus predecessors, en particular en el cas del segon disseny de carcassa donat l'ús de peces plàstiques en reemplaçament de les metàl·liques. Van ser dividits en subtipus en funció del valor de la resolució realment mesura. Els valors mínims de resolució són els següents: MC Helios-44M-5 40/20 línies/mm., MC Helios-44M-6 45/25 línies/mm. i MC Helios-44M-7 50/30 línies/mm. També seria interessant notar que en la pràctica se solen observar petites diferències en la resolució entre aquests models, si és que s'observen, i les majors diferències tal vegada siguin d'una banda els multirecobriments diferents molt freqüents (que produeixen diferents graus de flare i fantasmes de molt diferents colors) i l'estat de conservació òptic, mecànic i estètic de l'objectiu.

## Objectius no retolats Helios-44 però basats en ells
Són objectius que van equipar alguns dels visors nocturns de Zenit, anomenats "Zenit-ANAR 2/58 Moonlight Products Inc".

## Objectius normals que van coexistir amb els Helios-44
Els Helios-44 van coexistir amb altres objectius normals, en els vells temps amb els Industar-50-2 i en els últims temps amb els MC Helios-77, MC Zenitar-M, MC Zenitar-M2, MC Zenitar-K i MC Zenitar-K2, tots de 50mm.

## Modificacions dels Helios-44 per l'usuari
Els Helios-44 estan construïts majoritàriament en metall, la qual cosa els fa molt robusts. Diferents usuaris han reportat desarmar, netejar i modificar els seus Helios-44 amb diferents propòsits. Una modificació possible és invertir la lent frontal, amb això s'aconsegueix el dau a cridar "efecte túnel", particularment fotografiant fullatge a la llum del sol amb el cèrcol de focus en l'aproximació mínima. Una altra modificació la fan els usuaris de Nikon els qui allunyen el tercer grup i la cambra amb dues volanderes de 1mm aproximadament amb el propòsit d'aconseguir focus a infinit en les càmeres Nikon. Una altra modificació consisteix a col·locar un diafragma oval amb el propòsit de donar-li un toc anamòrfic. Una altra modificació interessant consisteix a retirar el tercer i quart grup el que converteix l'objectiu en un 116mm f4, encara que amb un registre major pel que cal l'ús de tubs d'extensió o una manxa per macro (encara quan s'enfoqui a distàncies molt superiors a les usades en macro). A principis de la dècada de 2010 Dog Schidt Optiks i Motionsix van oferir en venda Helios-44-2 usats amb diferents modificacions, pintura exterior nova, sota contrast, majors reflexos o tints de colors.

## Falsificacions
La mateixa Zenit ofereix a la seva pàgina web exemples de falsificacions de lents Helios, no obstant això no se'n registra cap de cap dels models Helios-44.